# Pm3
Pm3 – oznaczenie na PKP niemieckiego parowozu ekspresowego z otuliną aerodynamiczną, produkowanego w latach 1939–1941 dla kolei niemieckich (niemiecka seria 0310).

## Historia
Parowozy ekspresowe Baureihe 0310 zostały zaprojektowane do prowadzenia szybkich pociągów pasażerskich. Pierwsze dwie lokomotywy zostały przekazane w grudniu 1939 roku, kolejne w latach 1940–1941. Zostało wyprodukowanych 60 parowozów na zamówienie kolei niemieckich. Parowozy produkcji Borsiga (22 sztuki) i Kruppa (18) otrzymywały ciemnoczerwone malowanie otuliny aerodynamicznej, a produkcji Krauss-Maffei (20 sztuk) – ciemnobłękitne. Stacjonowały początkowo w różnych parowozowniach, lecz pod koniec wojny  skupione zostały w parowozowniach Wrocław Główny, Poznań i Katowice. Jeden został zniszczony w czasie wojny podczas nalotu w Poznaniu.
Po drugiej wojnie światowej dziewięć parowozów oznakowanych jako seria Pm3 było eksploatowanych przez Polskie Koleje Państwowe do prowadzenia ciężkich dalekobieżnych pociągów pasażerskich. Jeden z nich – Pm3-9 pozostał nieczynny. W połowie lat 60. seria została skierowana do przedwczesnego wycofania z uwagi na usterki, przede wszystkim przyspieszone zużycie kotłów, wynikające z własności zastosowanej stali St47K. Ostatnie jeździły do 1966 roku, po czym przejściowo zostały skierowane do służby jako kotły do podgrzewania mazutu. Ostatnia lokomotywa Pm3-3 została skreślona z inwentarza lokomotywowni Olsztyn w maju 1968 roku, lecz faktycznie ostatnie pracowały jako stacjonarne urządzenia techniczne jeszcze do 1972 roku. Jedynym zachowanym na świecie parowozem tej serii w otulinie opływowej jest nieczynny Pm3-5 jako eksponat Muzeum Kolejnictwa w Warszawie (fikcyjnie oznaczony Pm3-3). Po wojnie koleje Niemiec Zachodnich miały 26 parowozów tej serii, a Niemiec Wschodnich 19.
Na kolejach krajów niemieckich lokomotywy zostały na przełomie lat 40. i 50. pozbawione otuliny aerodynamicznej, a pod koniec lat 50. dokonano wymiany kotłów parowych. Na kolejach wschodnioniemieckich parowozy przebudowano na opalanie olejowe. Lokomotywy eksploatowano w Niemczech do 1980 roku. Jeden niemiecki parowóz 03 1010 zachowano jako czynny eksponat zabytkowy.
Pięć parowozów używane było po wojnie do połowy lat 50. na kolejach ZSRR.

## Konstrukcja
W parowozach zabudowano całkowite otuliny opływowe. Niewielka część otrzymała pełną otulinę, zakrywającą koła parowozu i tendra, z żaluzjami rewizyjnymi, a większość otulinę z wycięciem sięgającym ponad osie kół napędnych. Podczas wojny jednak cała dolna część otuliny była usuwana dla ułatwienia obsługi. Zastosowanie trzech cylindrów parowych z pojedynczym rozprężaniem pary zapewnia spokojne kursowanie przy wysokich prędkościach. W lokomotywie zamontowano stalowy kocioł parowy konstrukcji Wagnera z przegrzewaczem Schmidta. Kocioł posiadał dwa zawory bezpieczeństwa systemu Ackermanna i podgrzewacz wody Knorra. Zainstalowano jednokomorowy ciśnieniowy hamulec Knorra z dodatkowym hamulcem. Układ hamulcowy był zasilany przez czterocylindrową sprężarkę Knorra. Zastosowano urządzenia trzyczęstotliwościowego systemu samoczynnego hamowania wyprodukowane przez Siemens oraz szybkościomierz. W tendrze parowozu zamontowano łożyska toczne oraz teleskopową pokrywę nad skrzynią węglową.